# Heliconius ethilla polychrous
Heliconius ethilla polychrous é uma subespécie de inseto; uma borboleta neotropical da família Nymphalidae e subfamília Heliconiinae, endêmica da região de floresta tropical e subtropical úmida atlântica do sudeste e sul do Brasil até Misiones, na Argentina. No Brasil, ela pode receber a denominação vernácula de Maria-boba, assim como seu congênere mais conhecido, Heliconius ethilla narcaea, tendo sido descrita por C. Felder & R. Felder no ano de 1865, a partir de um espécime-tipo proveniente de São Paulo. Sua descrição está contida no texto Reise der Österreichischen Fregatte Novara um die Erde in den Jahren 1857, 1858, 1859 Unter den Behilfen des Commodore B. von Wüllerstorf-Urbair., juntamente com a rara Heliconius nattereri.

## Heliconius ethilla
Heliconius ethilla polychrous é uma das variações cromáticas, ou subespécies, de Heliconius ethilla (Godart, 1819), uma espécie que habita a América do Sul, do Panamá até a Argentina. Seus indivíduos podem atingir até os seis ou sete centímetros de envergadura.

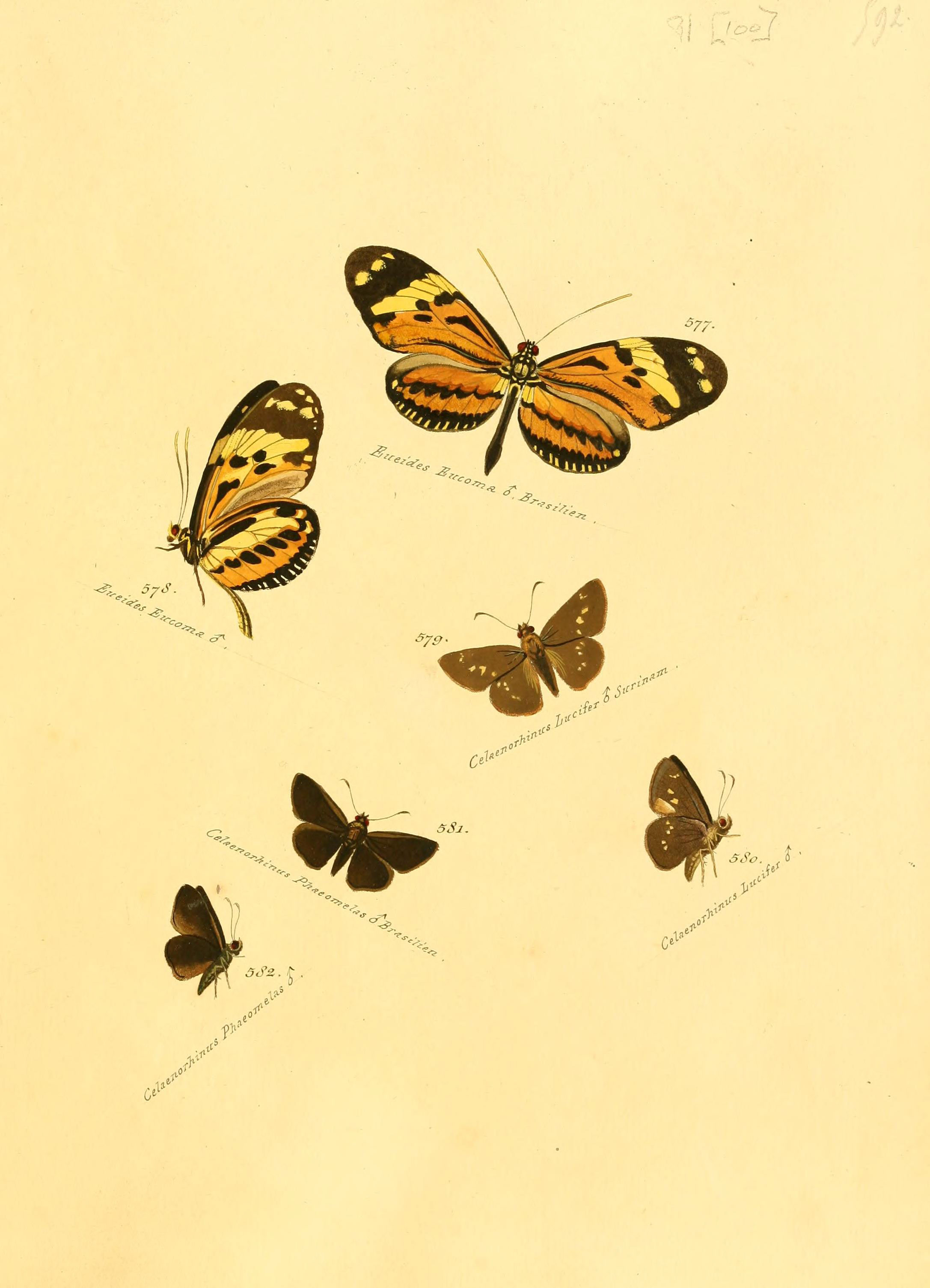
Gravura da primeira metade do século XIX com H. ethilla, acima, em vista superior e inferior.

## Hábitos e habitat
Esta borboleta geralmente voa lentamente e a uma altura baixa, em altitudes que vão do nível médio do mar a até mais de 1.500 metros, em habitats de beira de floresta, como clareiras e trilhas.

## Aposematismo e mimetismo
Assim como ocorre com outras subespécies de Heliconius ethilla, suas lagartas se alimentam de plantas do gênero Passiflora (família Passifloraceae), sendo evitadas por predadores devido às substâncias tóxicas que assimilam de sua planta-alimento. Os adultos também são evitados, apresentando suas asas moderadamente longas e estreitas, de coloração predominante laranja, vistas por cima, com variáveis padrões de branco, amarelo e negro. Este padrão é comum a diversas espécies de Lepidoptera americanos dos trópicos, que compartilham um mecanismo mimético comum nestas cores, cuja função é aposemática.

## Diferenciação entreH. ethilla narcaeaeH. ethilla polychrous
Na região sudeste e sul do Brasil as subespécies de Heliconius ethilla, narcaea e polychrous, diferem pela área em amarelo nas asas dianteiras, bem maior em polychrous do que em narcaea.

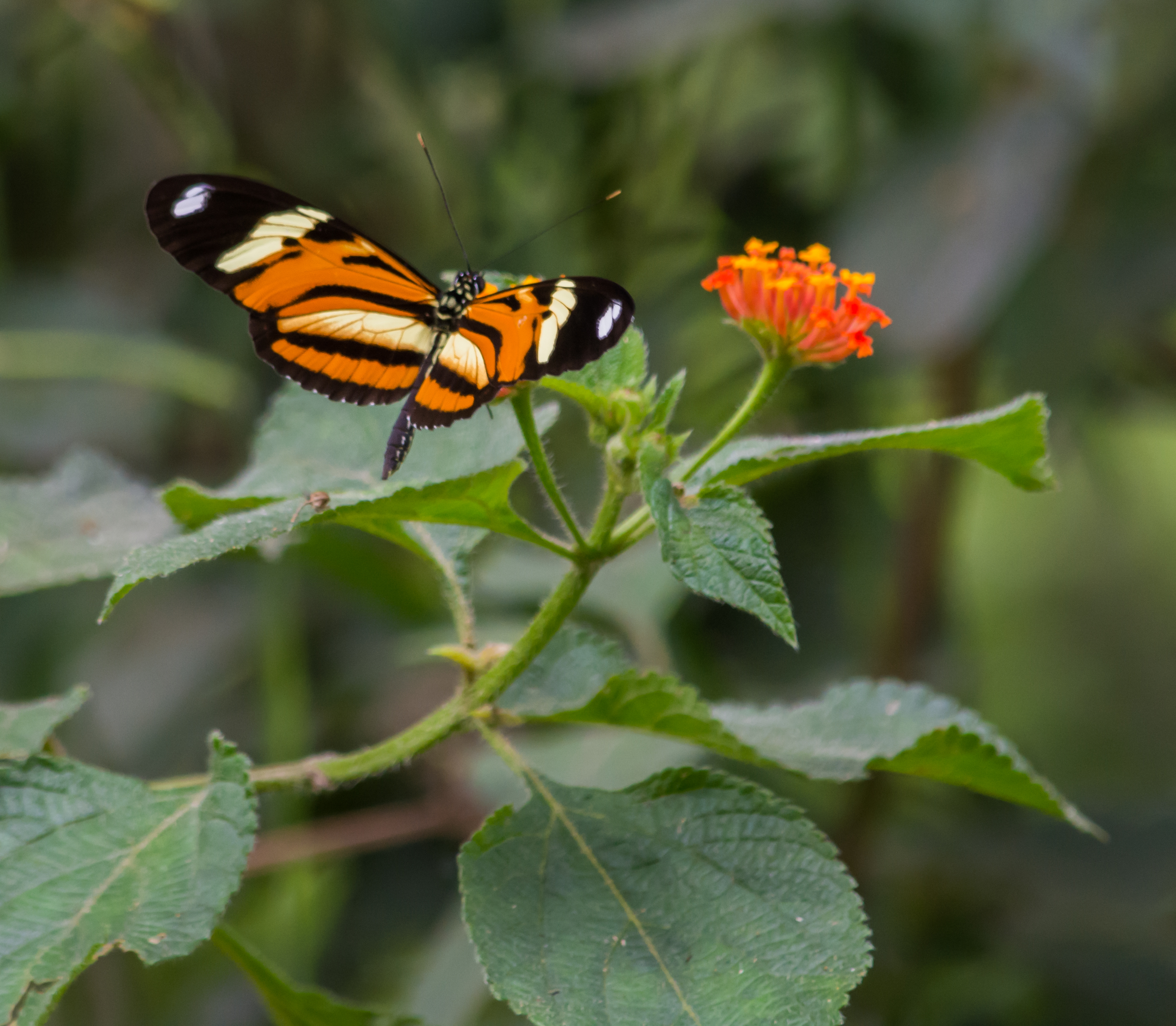
Fotografia de Heliconius ethilla narcaea em voo, vista superior.